# Za poljičkin stolon
Za poljičkin stolon je gastronomsko-kulturološka fešta se održava u Podstrani, u organizaciji Društva Poljičana "Sv. Jure" - Priko.
Ovoj fešti je cilj promicanje izvornih poljičkih delicija starih više od 200 godina.

## Vanjske poveznice
- Delicije po poljičkin ricetan  Arhivirana inačica izvorne stranice od 28. lipnja 2006. (Wayback Machine)